# Chondromatose

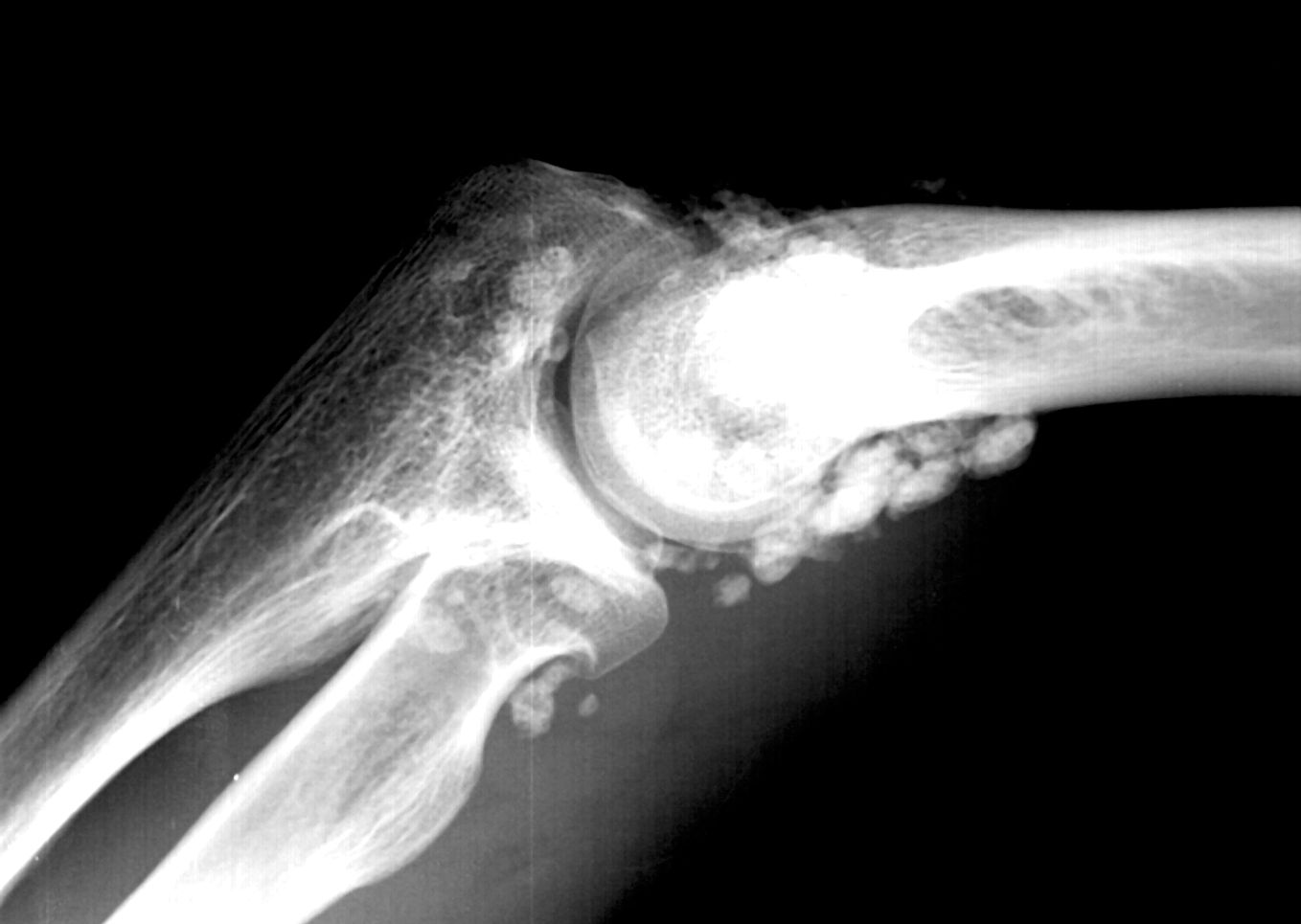
Radiographie d'un coude atteint de chondromatose

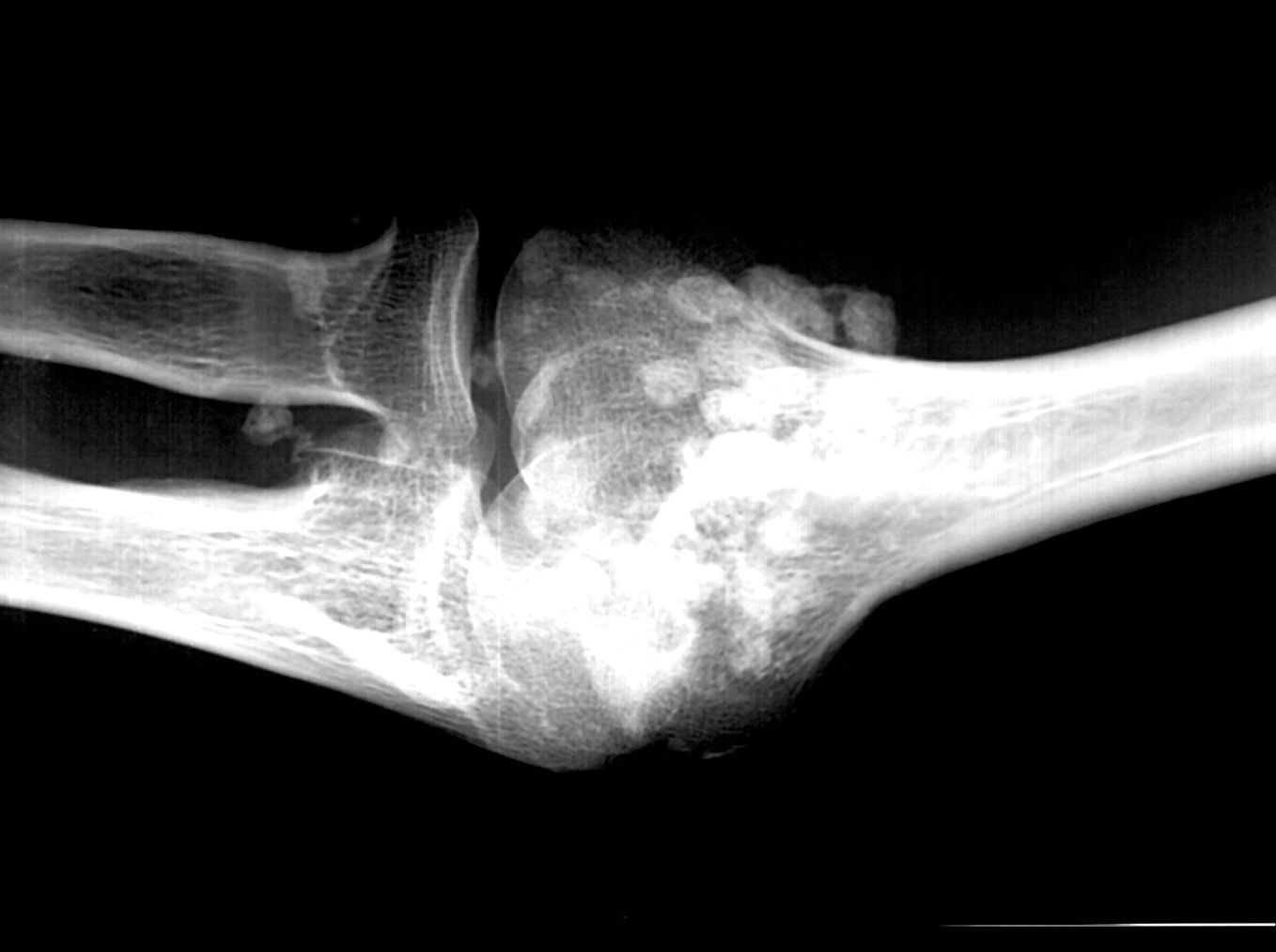
Radiographie d'un coude atteint de chondromatose

La chondromatose est une pathologie rhumatismale bénigne touchant les articulations synoviales. Par atteinte de la membrane synoviale apparaît une hyperproduction liquidienne et parfois de corps étrangers plus ou moins calcifiés. Ceux-ci sont libres dans la cavité articulaire, provoquant des gênes de diverses natures, allant de la douleur au blocage de l'articulation avec parfois une sensation de corps étranger.
Le terrain est celui des patients de sexe masculin, d'une quarantaine d'années.
On distingue trois stades aux chondromatoses :
- précoce : pas de corps étrangers, mais synoviale pathologique ;
- transitionnel : synoviale pathologique et présence de corps étrangers ;
- avancé : corps étrangers sans atteinte synoviale.

Les articulations les plus touchées sont la hanche, le genou et la cheville. Celles-ci sont alors l'objet d'un épanchement articulaire qui peut être ponctionné. Le liquide sera typiquement d'origine mécanique. Le bilan d'imagerie comporte une IRM du genou, où les images sont fortement évocatrices, et c'est la biopsie qui établit le diagnostic définitif.
Si l'étiologie des chondromatoses est encore mal connue, il est cependant possible d'extraire ces corps étrangers lors d'une arthroscopie et de réaliser dans le même temps une synovialectomie partielle ou totale.